# Dryopteris macropholis
Dryopteris macropholis là một loài dương xỉ trong họ Dryopteridaceae. Loài này được Lorence & W.L.Wagner mô tả khoa học đầu tiên năm 2011.
Danh pháp khoa học của loài này chưa được làm sáng tỏ. 

## Hình ảnh

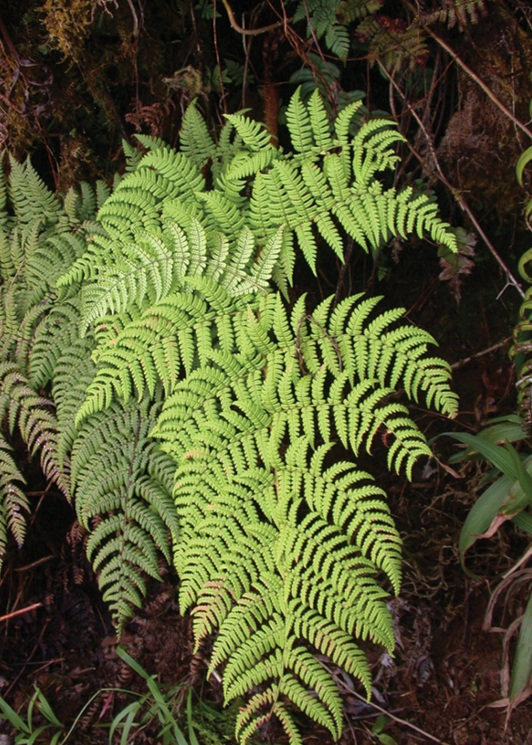